# Pamanzi
Pamanzi (zwana czasem Petite-Terre, dosł. z fr. mała wyspa) – druga co do wielkości wyspa francuskiego departamentu zamorskigo Majotta o wielkości 10,95 km² (wobec 374 km² całej dependencji) i populacji 24,4 tys. Głównymi miastami są Dzaoudzi, Pamandzi. Do 1977 roku, gdy stolicę Majotty przeniesiono do Mamoudzou, to Pamanzi wraz ze stolicą Dzaoudzi stanowiło najważniejszą wyspę w departamencie. Do tej pory to na niej zlokalizowany jest jedyny tutaj port lotniczy Dzaoudzi oraz na niej stacjonują francuscy żołnierze
Wraz z całym archipelagiem została zajęta przez Francuzów w 1843. Jako jedyna część Komorów razem z Grande-Terre i małymi wysepkami, w referendum przeprowadzonym w 1974, opowiedziała się za pozostaniem w związku z Francją. W wyniku referendum z dnia 29 marca 2009 (95,3% głosów na tak), terytorium od 31 marca 2011 zmieniło status ze zbiorowości zamorskiej na departament zamorski Francji. 1 stycznia 2014 roku Majotta stała się regionem najbardziej oddalonym i jest częścią Unii Europejskiej.
Geograficznie leży w Kanale Mozambickim i należy do archipelagu Komorów, prawie w całości należącego do państwa Komory. Jej najwyższy punkt to La Vigie – 203 m n.p.m. Wybrzeże w większości skaliste ze względu na pochodzenie wulkaniczne. Roślinność tropikalna, z gatunkami drzew zrzucającymi liście w porze suchej. Fauna należy do madagaskarskiej krainy etiopskiej.